# Janvier 1807

## Événements
- 3 janvier, Königsberg : Stein est démis de ses fonctions par le roi Frédéric-Guillaume III de Prusse[1]. Durant sa retraite, il rédige le Mémoire de Nassau (Nassauer Denkschrift. 1807) dans lequel il présente ses projets de réformes[2] ; il préconise d’abattre les barrières douanières et de combattre le corporatisme.

- 5 janvier, Maldonado : nouvelle invasion du Río de la Plata par les Britanniques[3].

- 6 janvier, guerre russo-ottomane : prise de Bucarest par les troupes Russes[4].

- 7 janvier : en réponse au blocus continental le Conseil privé britannique statue que le commerce avec la France et ses alliés est interdit, et donc impose un blocus sur la grande majorité des ports du continent européen[5].

- 13 janvier : création d’un « Comité chargé de la sécurité générale » en Russie[6].

- 30 janvier : début du siège de Stralsund[7].

## Naissances
- 6 janvier : Joseph Petzval (mort en 1891), mathématicien, inventeur et physicien allemand hongrois.
- 7 janvier : Johann Geyer, peintre allemand († 26 novembre 1875).
- 10 janvier : Alphonse Delacroix (mort en 1878), architecte et archéologue français.
- 15 janvier :
  - Hermann Burmeister (mort en 1892), zoologiste argentin, d'origine prussienne.
  - Jean-Baptiste Van Cutsem (mort en 1859), avocat, magistrat et personnalité politique belge.
- 27 janvier : Émile Prisse d'Avesnes (mort en 1879), explorateur, égyptologue, archéologue et journaliste français.
- 28 janvier : Robert McClure (mort en 1873), officier irlandais, explorateur de l'Arctique.